# Cucullia vicina
Cucullia vicina är en fjärilsart som beskrevs av Bang-haas 1912. Cucullia vicina ingår i släktet Cucullia och familjen nattflyn. Inga underarter finns listade i Catalogue of Life.